# Розграбування Рима (846)
Розграбування Риму в 846 році — розграбування околиць міста Рима і християнських храмів за його міською стіною, зокрема на Ватиканському пагорбі, в результаті нападу сарацинського флоту на чолі з еміром аглабідської Іфрикії Мухаммедом І, що відбувся 846 року.

## Передумови
З 827 року розпочалось завоювання візантійської Сицилії мусульманами з північноафриканської аглабідської Іфрикії, яких в Європі називали сарацинами. З цього часу прибережні міста Південної Італії знаходились під постійною загрозою нападів сарацинських піратів. Відповідальність за сарацинську загрозу частково лягла на самі християнські держави цього регіону. Візантійські, лангобардські та папські князівства та герцогства Південної Італії ворогували між собою і в 30-х роках IX століття сприяли поселенню сарацинів на Апеннінському півострові, щоб використовувати їх в якості найманців для боротьби між собою. В Кампанію їх залрошували як візантійські Неаполітанське і Гаетанське герцогства, так і лангобардські князі Беневенто і Салерно. Одним з перших запросив сарацинських найманців в Кампанію неаполітанський дука Андрій II, під час його війни 837 року з лонгобардським князем Беневенто Сікардом. Надалі ця тенднція зростала і все більше та більше мусульман залучалось у міжусобні війни християнських держав на півострові. Після смерті Сікарда в 839 році, лонгобарди Радельхіз Беневентський і Сіконульф Салернський, що запекло воювали між собою за його спадок, залучали сарацинських найманців вже з обох сторін. 
З часом сарацинські найманці почали самостійно брати участь у набігах на християнські поселення, особливо після захоплення еміром Іфрикії Мухаммедом I в 842 році візантійської Мессіни та розгромної поразки, яку його армія завдала візантійцям в битві біля Бутери в 845 році.

## Напад сарацинів на Рим
Великий загін арабів із Кампанії на кораблях на чолі із еміром Мухаммедом І ібн аль-Аглаб вирушив до Порто та Остії, де й висадився 846 року. Сарацини завдали удару, оскільки римське ополчення швидко відступило за безпечні римські стіни.
Сарацинські нападники, найпевніше, знали про наявність у місті колосальних скарбів. Деякі великі базиліки, такі як базиліка Святого Петра, розташовані за межами муру Авреліана, стали для них легкою здобиччю. У них містилися багате літургічне начиння, прикрашені дорогоцінним камінням релікварії, що містили недавно зібрані реліквії. Внаслідок набігу араби розграбували храми, розташовані поза міськими стінами, зокрема, базиліку Святого Петра. Сучасні історики вважають, що нападники точно знали, де знайти найцінніші коштовності. Король Італії Людовик II, який прийшов на допомогу місту, зазнав від сарацинів поразки і мусив відступити, проте незабаром римлянам за допомоги герцога Сполето Гі I вдалося вигнати загарбників із Лація.

## Наслідки
Після відходу сарацинського війська, папа римський Лев IV із залученням захоплених мусульманських полонених збудував навколо Ватиканського пагорбу захисну фортечну стіну, але після переможної для християнського флоту битви при Остії, що відбулась в 849 році, через три роки після розграбування Риму сарацинами, місто більше ніколи не зазнавало нападів мусульманського флоту.